# Sagan om Drakens återkomst
Sagan om Drakens återkomst (engelska originalets titel: The Wheel of Time) är en fantasy-bokserie skriven av Robert Jordan. Det engelska originalet gavs ut av förlaget Tor Books i USA och av Orbit Books i Storbritannien.  När Robert Jordan dog i september 2007, gav hans fru Harriet, med förlagets medgivande, författaren Brandon Sanderson uppdraget att skriva klart den sista boken utifrån Robert Jordans
efterlämnade anteckningar och ljudinspelningar. 
När serien var slutförd omfattade Sagan om Drakens återkomst 14 böcker. Den sista boken i serien, A Memory of Light kom ut i januari 2013. 
11 av böckerna finns hittills utgivna på svenska av förlaget Natur & Kultur, som valde att dela upp varje originalbok i två, så sammanlagt finns 22 delar på svenska. Den första boken översattes av Ylva Spångberg och de övriga av Jan Risheden.
Sagan om Drakens återkomst är känd både för sin omfattning (varje originalbok har mellan 600 och 1 100 sidor) och för mängden av karaktärer (1 880 stycken).

## Handling
Böckerna handlar inledningsvis om den unge fåraherden Rand al’Thor och hans jämnåriga vänner Mat Cauthon och Perrin Aybara, som efter att ha utsatts för en våldsam attack av Mörkrets hantlangare, tvingas fly från den by de bott i under hela uppväxten. Lika framträdande som de tre unga männen, är de tre unga kvinnorna i gruppen som flyr, Egwene al'Vere, Elayne och läkekunniga Nynaeve.  Utan någon vetskap om den egentliga anledningen till den envetna livshotande förföljelsen, tar flykten dem tvärs över världen. De har alla haft en synnerligen isolerad uppväxt i området Tufloden och ser med förundran på stora städer och okända seder. Till sin hjälp har de Aes Sedaien Moiraine och hennes Väktare Lan, som, utan att redogöra för sina bevekelsegrunder, gör allt som står i deras makt för att hålla de tre unga männen vid liv. Så småningom kommer de till en gryende insikt om att de inte är vanliga bybor, utan att de alla har en central roll att spela när världens framtida öde skall avgöras och Den Sista Striden närmar sig. Successivt ändrar böckerna stil allteftersom seriens handling fortskrider; medan de första utgör reseskildringar så ligger tonvikten i de senare mer på krig och politik, i samklang med att huvudpersonernas ställning i världen förändras.
Allt eftersom tiden går börjar Rand inse och acceptera att han är Draken återfödd, den person som för 3 000 år sedan räddade världen från Skuggan men samtidigt förstörde all högre mänsklig civilisation. Trots att Draken räddade världen är han fruktad och hatad av mänskligheten på grund av de ohyggliga brott han gjorde sig skyldig till. Rand måste försöka ena världen och få slut på inbördes stridigheter om mänskligheten skall ha någon chans att överleva.

## Förutsättningar
I Sagan om Drakens återkomst är tiden cyklisk. Universum består av Tidens Hjul som väver samman människornas öden med varandra. Var och en av de sju ekrarna på hjulet representerar en tidsålder. Alla tidsåldrar som beskrivs i serien har redan inträffat och kommer att inträffa igen ett oändligt antal gånger – även om det inte är säkert att det sker på exakt samma sätt. Den centrala kampen i böckerna står mellan Mörkrets Furste (den Svarte) och Skaparens avatar på jorden, Draken. I detta fall betecknar ”Draken” inget djur, utan är en titel som givits den människa vars öde är att vara frontfigur i kampen mot Mörkret. Under seriens gång tydliggörs att kampen mellan Draken och den Svarte kommer att fortsätta i all evighet – så länge Tidens Hjul vrider sig.
Tidens Hjul vrider sig med hjälp av krafterna från Urkällan; källan till magin i serien. Urkällan är uppdelad i en kvinnlig och en manlig del, saidar respektive saidin, och vissa människor äger förmågan att hämta Kraften ur Urkällan och leda den till att utföra bedrifter vanliga människor inte kan klara av. Personer som har förmågan att känna Urkällan har olika stor styrka i den kraften, och det är styrkan som avgör bland annat storleken på skapade ting. Därtill kommer ävenledes att vissa saker endast kan utföras med kraften om personen innehar tillräcklig styrka. Således existerar en tydlig skillnad inbördes mellan personer med förmågan att leda kraften.
Inledningsvis i sagan är det Aes Sedaierna som har en stor del av makten i den kända världen. Aes Sedaier är kvinnor som kan leda kraften, vilket gör dem mycket inflytelserika. De har ett sitt säte i Vita Tornet, som står utanför alla länders lagar samtidigt som kungar och drottningar världen över lyssnar noga på deras ord. Aes Sedaiernas makt är dock begränsad av andra orsaker, ty likt Isaac Asimovs robotar har de svurit att följa tre regler: att inte ljuga, att inte tillverka vapen och att inte använda sina krafter som vapen ifall de inte gör detta för att bekämpa ondskan eller ifall deras eller deras Väktares liv är i fara. För länge sedan fanns det även manliga Aes Sedaier, men efter att Shai’tan besmittade den manliga hälften av Urkällan (källan varifrån kraften härstammar) så har alla män som brukat kraften blivit galna, för att sedan antingen döda sig själva eller dödas av en sjukdom som gör att de ruttnar medan de fortfarande lever. De senaste årtusendena har de kvinnliga Aes Sedaierna sökt reda på alla män som kan bruka kraften och ”stillat” dem, det vill säga skurit av deras kontakt med Urkällan för evigt. Aes Sedaiernas makt, antal och förmågor har minskat konstant under de senaste tusen åren.
I böckerna närmar sig tidens hjul det ögonblick då Mörkrets Furste bryter sig loss ur sitt fängelse för att åter sprida sin ondska i världen. En profetia säger dock att Draken skall återfödas för att möta honom, men Drakens återkomst är ett tveeggat svärd, eftersom profetian också förutsäger att Draken kommer att orsaka omfattande kaos och förstöra världen. Detta har skett tidigare, något som invånarna talar om med fasa, 3 000 år senare.

## Österländsk influens

### Cyklisk tidsuppfattning
Kristendomen, judendomen och islam håller sig alla med en linjär tidsuppfattning. Dessa religioner företräder åsikten att Gud en gång skapade världen och att den likaså kommer att förstöras förr eller senare. Emedan kristendomen under en längre tid varit förhärskande i Sverige och västvärlden, har de flesta där levande människorna p.g.a. samhällsprägel nog en linjär tidsuppfattning, oavsett om de är aktiva religionsutövare eller ej. Anhängare av hinduismen menar dock att tiden är cyklisk; den har ingen början och inget slut, utan samma tidsåldrar kommer om och om igen. Kalachakra är sanskrit för just ”tidens hjul”.
Sagan om Drakens återkomst heter på engelska The Wheel of Time, vilket rättfärdigas av att tanken om tidens hjul är centralt i Jordans böcker. Här är hela skapelsen är indelad i sju tidsåldrar som cykliskt upprepar sig. I serien berörs endast två av dessa åldrar, och endast en direkt, men det klargörs att händelserna kommer att upprepas om och om igen så länge Tidens Hjul vrider sig. Nedan följer ett citat om hur varje (engelsk) bok i serien börjar. 
| ” | Tidens Hjul vrider sig. Åldrar kommer och åldrar går, och de efterlämnar minnen som blir legender. Legenderna bleknar och blir myter, och till och med myten är sedan länge glömd när den ålder som var dess upphov återkommer. | „ |

En ytterligare parallell till hinduismen är att symbolen för evigheten i serien, en orm som biter sig själv i svansen, i själva verket är en hinduisk symbol. Den stora ormen som slingrar sig kring tidens hjul är den största och mest kända symbolen för Sagan om Drakens återkomst.
De tre främsta gudarna i hinduismen bildar en treenighet. Den innefattar alltings skapare Brahma, upprätthållaren Vishnu och förstöraren Shiva. Denna treenighet har en direkt motsvarighet i Sagan om Drakens återkomst. Där existerar Skaparen, som skapade världen och tiden. Precis som inom hinduismen tillber inte folket Skaparen, han blandar sig över huvud taget inte i händelserna i världen. Det gör däremot i högsta grad den människa som betecknas som Draken, som reinkarneras när världen befinner sig i stor nöd. Den enda egentliga drake som existerar finns bara som en avbild på ett baner, och då inte som den västerländska versionen med vingar och eldsprutande mun, utan som den österländska typen, liknande en orm med ben. Draken återföds en gång per tidsålder.
Liksom Vishnu inkarneras som avatarer, återföds Draken för att återställa ordningen i världen. Vishnu beskrivs som upprätthållaren av lagar och den som ger välsignelse till människorna. Särskilt den första egenskapen kan tillskrivas Draken som, särskilt i den senare hälften av de hittills utkomna böckerna, är ledaren som försöker hålla folket enat.
Skillnaden mellan Draken och Vishnu, är att Draken även har något olycksbådande över sig. Draken kommer att frälsa folket, men det kommer att innebära slutet på en tidsålder och kaos kommer att bryta ut. Huvuddelen av oredan kommer dock att orsakas av Shai’tan, förstöraren. Shai’tans mål är att förstöra världen och krossa Tidens Hjul, precis som Shiva ska förstöra världen efter den sista tidsåldern. Draken står som motpol och motverkar detta, men Shai’tan lyckas ändå förstöra världen, fast inte Tidens Hjul. Vissa människor klarar sig och bygger upp en ny civilisation, mycket primitivare än den föregående. Till skillnad från Shai’tan, som är ondskan personifierad, betraktas Shiva inte som en ondskefull gud. Han avbildas också vit, i motsats till Shai’tans kolsvarta färg. Namnet Shai’tan kommer från Koranen, där det är namnet på djävulen, ledaren för demonerna.

### Yin och yang

Yin och yang.

Urkällan.

Den mest konkreta och slående referensen Jordan gör är symbolen han har valt för Urkällan, den kraft som styr universum i hans värld. Symbolen är mycket lik symbolen för yin och yang som finns inom daoismen i Kina. Båda symboliserar de två kosmiska krafterna som existerar, en manlig och en kvinnlig. Yang, som är den manliga kraften, har sin direkta motsvarighet i Jordans manliga kraft, saidin. Den kvinnliga yin motsvaras av saidar.
I den vanligaste symbolen för yin och yang finns två prickar av motsatt färg i vardera fältet. Att Jordan har tagit bort dessa prickar beror inte på någon slump, ty i Jordans värld råder det ingen balans mellan de två krafterna. Krafterna motverkar varandra och är mycket olika. Detta märks tydligt genom hela berättelsen; Jordan har försökt förmedla en annorlunda kvinnobild, där jämlikhet råder. (Se avsnittet Kvinnobilden.) Relationen är mera kvinnligt mot manligt än kvinnligt och manligt, inte bara på det rent personliga planet. Kvinnlig och manlig kraft kan arbeta tillsammans, men det är mycket svårt och ansträngande – om man lyckas blir dock resultatet mycket bra. I den kinesiska filosofin beskrivs yang som den manliga, goda, ljusa och positiva kraften. Yin är dess motsats som den kvinnliga, mörka, onda och negativa kraften. I Jordans värld förhåller det sig som raka motsatsen: saidin är den manliga, vilda, besmittade och onda kraften, medan saidar är den kvinnliga, lugna och rena kraften. Att Jordan har valt att kasta om förhållandena är ett exempel på hans annorlunda kvinnobild.

## Övriga inspirationskällor
Mycket har undersökts och diskuterats om Jordans inspirationskällor till Sagan om Drakens återkomst. Många namn i serien, exempelvis Ishamael och Asmodean, är bibliska. Dessutom har det centrala temat i böckerna (frälsare enligt profetior) klara bibliska paralleller. Namn som Selene har troligtvis hämtats från den grekiska månens gudinna, Selene. Det finns även många likheter mellan Sagan om Drakens återkomst och Dune, en science fiction-serie.

### Kung Artur
I legenden om kung Artur förekommer en figur kallad The Fisher King, som sägs vakta den heliga Graal. Denna karaktär refererar Jordan till på ett par ställen i böckerna, bland annat förekommer han som en pjäs i ett brädspel. Många namn på karaktärer i böckerna är mer eller mindre direkt hämtade från legenden om kung Artur:
- Artur Paendrag – Artur Pendragon (Även Rands efternamn al’Thor syftar på Artur enligt Robert Jordan.)
- Egwene al’Vere – Gwynevere
- Elayne – Elaine
- Galad – Galahad
- Gawyn – Gawain
- Moiraine är en mäktig trollkvinna (Aes Sedai), precis som Morgaine/Morgan le Fay.
- Mordeth är, precis som Arthurlegendens Mordred, en person/kraft som ger ”onda råd”.
- Morgase är drottning som tar sig en älskare vid sidan om, precis som förlagan Morgause.
- Tigraine är, precis som Igraine, mor till de respektive berättelsernas huvudpersoner.
- Nynaeve – Nyneve (Damen i sjön)
- Callandor bär till namnet inga större likheter med Arthurs svärd Excalibur, men spelar samma roll i berättelsen.
- Tar Valon – Avalon
- Thom Merrilin spelar harpa, precis som förlagan Merlin.
- Caemlyn – Camlann
- Lan – Lancelot

### Sagan om ringen
Jordan har sagt att han avsiktligt skrev de första kapitlen i den första boken i samma stil som J. R. R. Tolkiens Sagan om ringen, för att läsaren skulle känna igen sig.[källa behövs] Historien börjar i en liten avlägsen by, där festligheter precis skall inledas. Moiraine, en magins utövare innehavande samma roll som Gandalf, kommer på besök och det slutar med att ett antal personer måste lämna byn, varefter de jagas av svarta ryttare.
Genom resten av serien förekommer det ytterligare referenser till Tolkiens verk: Karldin använder sig av pseudonymen ”Mr. Underhill” och det finns ett värdshus som heter ”The Nine Rings Inn”.